# De Rietvelden
De Rietvelden is een industrieterrein in 's-Hertogenbosch, in de Nederlandse provincie Noord-Brabant. Het terrein van 210 ha heeft 140 inwoners. De Rietvelden is gelegen ten zuiden van de snelweg A59, direct aan de afslag 46. Het werd in de jaren vijftig aangelegd om bedrijvigheid naar de stad te trekken. Grote bedrijven die zich destijds als eerste vestigden waren Heineken en Michelin. Heineken is nog steeds actief met een brouwerij voor vooral exportbier. De Michelinfabriek voor vrachtwagenbanden is afgebroken. Diverse segmenten zijn water- en spoorgebondenlocaties, transport en distributie, garagebedrijven.

## Lijst van bedrijven
Begin 2007 waren onder andere de volgende bedrijven gevestigd op De Rietvelden:
- Heineken
- Heijmans
- Brabanthallen 's-Hertogenbosch
- Sigma
- Bossche Container Terminal
- Tyco
- Benier
- CHV
- InQuest Werving & Selectie
- Thust & Graf
- Nobel
- ForrestMedia
- Eaconn